# Зеренда
Зеренда́ (каз. Зеренді) — село, центр Зерендинського району Акмолинської області Казахстану. Адміністративний центр Зерендинського сільського округу.
Населення — 7181 особа (2021; 7083 у 2009, 7698 у 1999, 8523 у 1989).
Національний склад станом на 1989 рік:
- росіяни — 48 %;
- німці — 26 %.